# Любішево-Тчевське
Любішево-Тчевське (пол. Lubiszewo Tczewskie, нім. Liebschau) — село в Польщі, у гміні Тчев Тчевського повіту Поморського воєводства.
Населення — 486 осіб (2011).
У 1975-1998 роках село належало до Гданського воєводства.

## Демографія
Демографічна структура станом на 31 березня 2011 року:
|          | Загалом | Допрацездатний вік | Працездатний вік | Постпрацездатний вік |
| -------- | ------- | ------------------ | ---------------- | -------------------- |
| Чоловіки | 234     | 67                 | 146              | 21                   |
| Жінки    | 252     | 59                 | 152              | 41                   |
| Разом    | 486     | 126                | 298              | 62                   |